# Предої
Предої (італ. Predoi) — муніципалітет в Італії, у регіоні Трентіно-Альто-Адідже,  провінція Больцано.
Предої розташоване на відстані близько 570 км на північ від Рима, 130 км на північний схід від Тренто, 85 км на північний схід від Больцано.
Населення — 574 особи (2014).

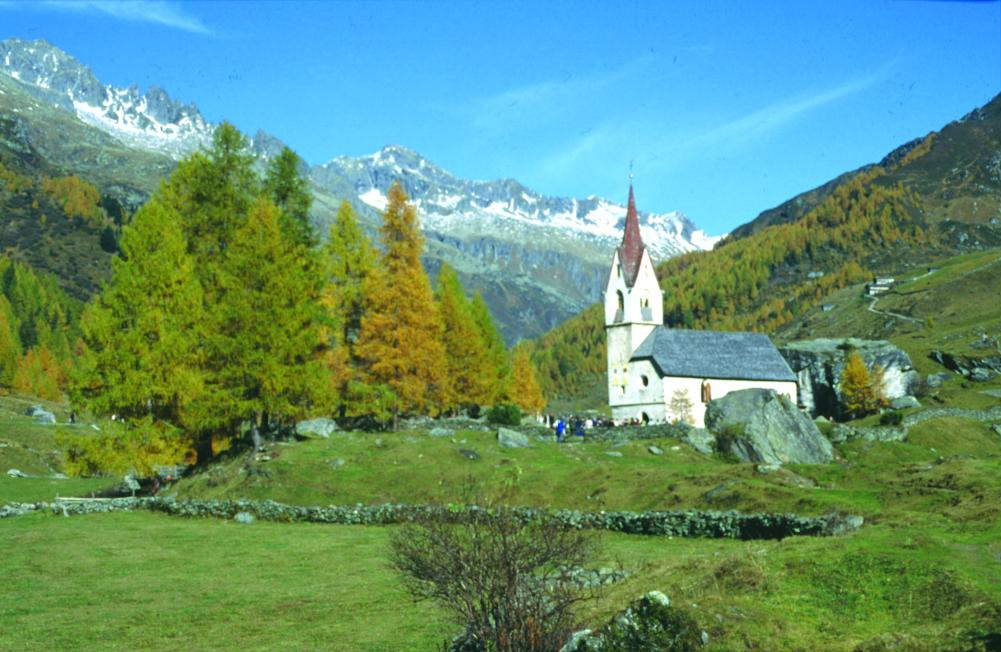

Щорічний фестиваль відбувається 14 лютого. Покровитель — святий Валентин.

## Демографія
Населення за роками:

Станом на 1 січня 2023 року в муніципалітеті офіційно проживало 6 іноземців з 3 країн, серед них 4 громадяни країн Євросоюзу та 1 громадянин України.

## Клімат
| Predoi          | Місяці | Місяці | Місяці | Місяці | Місяці | Місяці | Місяці | Місяці | Місяці | Місяці | Місяці | Місяці | Пора | Пора | Пора | Пора | Рік |
| Predoi          | Січ    | Лют    | Бер    | Кві    | Тра    | Чер    | Лип    | Сер    | Вер    | Жов    | Лис    | Гру    | Зим  | Вес  | Літ  | Осі  | Рік |
| --------------- | ------ | ------ | ------ | ------ | ------ | ------ | ------ | ------ | ------ | ------ | ------ | ------ | ---- | ---- | ---- | ---- | --- |
| Темп. сер. (°C) | -4.7   | -2.2   | 2.2    | 7.2    | 11.5   | 16.1   | 18     | 17.5   | 16.4   | 8.1    | 1.1    | -3.3   | -3.4 | 7    | 17.2 | 8.5  | 7.3 |

## Сусідні муніципалітети
- Брандберг
- Кампо-Турес
- Криммль
- Прегратен-ам-Гросфенедігер
- Санкт-Якоб-ін-Деферегген
- Валле-Аурина